# Thymus adamovicii
El tomillo rastero o Thymus adamovicii es una especie de planta perenne de la familia de las lamiáceas. Es originaria de Serbia.

## Descripción
Es una planta perenne de la familia Lamiaceae que se encuentra en los balcanes. De tallo leñoso, con 5 a 10 cm de altura, vive en suelos pobres y pedregosos de regiones secas, preferentemente entre los 13° y 18 °C. Sus hojas tienen 9 mm de ancho por 35 mm de largo. Esta planta es utilizada específicamente en la preparación de esencias aromáticas.

## Taxonomía
Thymus adamovicii fue descrita por Josef Velenovský y publicado en Beihefte zum Botanischen Centralblatt 19(2): 282. 1906.
Etimología
Ver: Thymus
adamovicii: epíteto otorgado en honor del botánico Lujo Adamović